# Szabó Dénes (fényképész)
Szabó Dénes (Nagyvárad, 1907 – Kolozsvár, 1982. szeptember 2.) erdélyi fényképész, fotóművész.

## Életpályája
A fotográfusi mesterséget Németországban tanulta, az AGFA cégnél. Kezdetben Nagyváradon dolgozott, de 1935-től áttette székhelyét Kolozsvárra, ahol a  Fotofilm  munkatársává vált, amelynek később vezetője is volt.
Erdély sok városáról, fürdőhelyeiről készített felvételei képeslapokon is szerepelnek. Képeket készített a csíksomlyói búcsúról is. Fényképei művészi igényességgel készültek. Évtizedekig a kolozsvári színház és opera művészeiről ő készítette a legjobb fotókat.
Nagyváradon 1929-től kezdeményezte a szervezett kirándulásokat, turistaszakosztályt hozott létre a  Nagyváradi Sport Egylet (NSE) keretében. Teadélutánokon és más összejöveteleken ebben a szakosztályban vetítették a Szabó Dénes által készített bihari felvételeket.
Az Országos Széchényi Könyvtár 3200 negatívját őrzi, ezekből rendeztek 2018 októberében kiállítást Kolozsváron a Sapientia Erdélyi Magyar Tudományegyetem Tordai úti épületében.